# Чемпионат Эстонской ССР по футболу
Чемпионат Эстонской ССР по футболу — футбольный турнир, определявший сильнейшие эстонские любительские футбольные команды. Разыгрывался с 1945 по 1991 годы между клубными командами. В системе лиг советского футбола имел статус соревнования коллективов физической культуры.

## Чемпионы
| Сезон | Чемпион           |
| ----- | ----------------- |
| 1945  | «Динамо» Таллин   |
| 1946  | «Балтфлот» Таллин |
| 1947  | «Динамо» Таллин   |
| 1948  | «Балтфлот» Таллин |
| 1949  | «Динамо» Таллин   |
| 1950  | «Динамо» Таллин   |
| 1951  | «Балтфлот» Таллин |
| 1952  | «Балтфлот» Таллин |
| 1953  | «Динамо» Таллин   |
| 1954  | «Динамо» Таллин   |

| Сезон | Чемпион           |
| ----- | ----------------- |
| 1955  | «Калев» Таллин    |
| 1956  | «Балтфлот» Таллин |
| 1957  | «Калев» Юлемисте  |
| 1958  | «Калев» Юлемисте  |
| 1959  | «Калев» Юлемисте  |
| 1960  | СКФ Таллин        |
| 1961  | «Калев» Копли     |
| 1962  | «Калев» Юлемисте  |
| 1963  | «Темпо» Таллин    |
| 1964  | «Норма» Таллин    |

| Сезон | Чемпион            |
| ----- | ------------------ |
| 1965  | «Балтфлот» Таллин  |
| 1966  | «Балтфлот» Таллин  |
| 1967  | «Норма» Таллин     |
| 1968  | «Балтфлот» Таллин  |
| 1969  | «Двигатель» Таллин |
| 1970  | «Норма» Таллин     |
| 1971  | «Темпо» Таллин     |
| 1972  | «Балтфлот» Таллин  |
| 1973  | «Кренгольм» Нарва  |
| 1974  | «Балтика» Нарва    |

| Сезон | Чемпион            |
| ----- | ------------------ |
| 1975  | «Балтика» Нарва    |
| 1976  | «Двигатель» Таллин |
| 1977  | «Балтика» Нарва    |
| 1978  | «Динамо» Таллин    |
| 1979  | «Норма» Таллин     |
| 1980  | «Динамо» Таллин    |
| 1981  | «Динамо» Таллин    |
| 1982  | «Темпо» Таллин     |
| 1983  | «Динамо» Таллин    |
| 1984  | «Эстония» Йыхви    |

| Сезон | Чемпион                  |
| ----- | ------------------------ |
| 1985  | «Рыбокомбинат/ПМК» Пярну |
| 1986  | «Звезда» Таллин          |
| 1987  | «Темпо» Таллин           |
| 1988  | «Норма» Таллин           |
| 1989  | «Звезда» Таллин          |
| 1990  | ТФМК Таллин              |
| 1991  | ТФМК Таллин              |

## Титулы
| Клуб                     | Число побед |
| ------------------------ | ----------- |
| «Балтфлот» Таллин        | 10          |
| «Динамо» Таллин          | 10          |
| «Норма» Таллин           | 5           |
| «Калев» Юлемисте         | 4           |
| «Темпо» Таллин           | 4           |
| «Балтика» Нарва          | 3           |
| «Двигатель» Таллин       | 2           |
| «Звезда» Таллин          | 2           |
| ТФМК Таллин              | 2           |
| «Калев» Копли            | 1           |
| «Калев» Таллин           | 1           |
| «Кренгхольм» Нарва       | 1           |
| «Рыбокомбинат/ПМК» Пярну | 1           |
| «Эстония» Йыхви          | 1           |